# نضال خضور

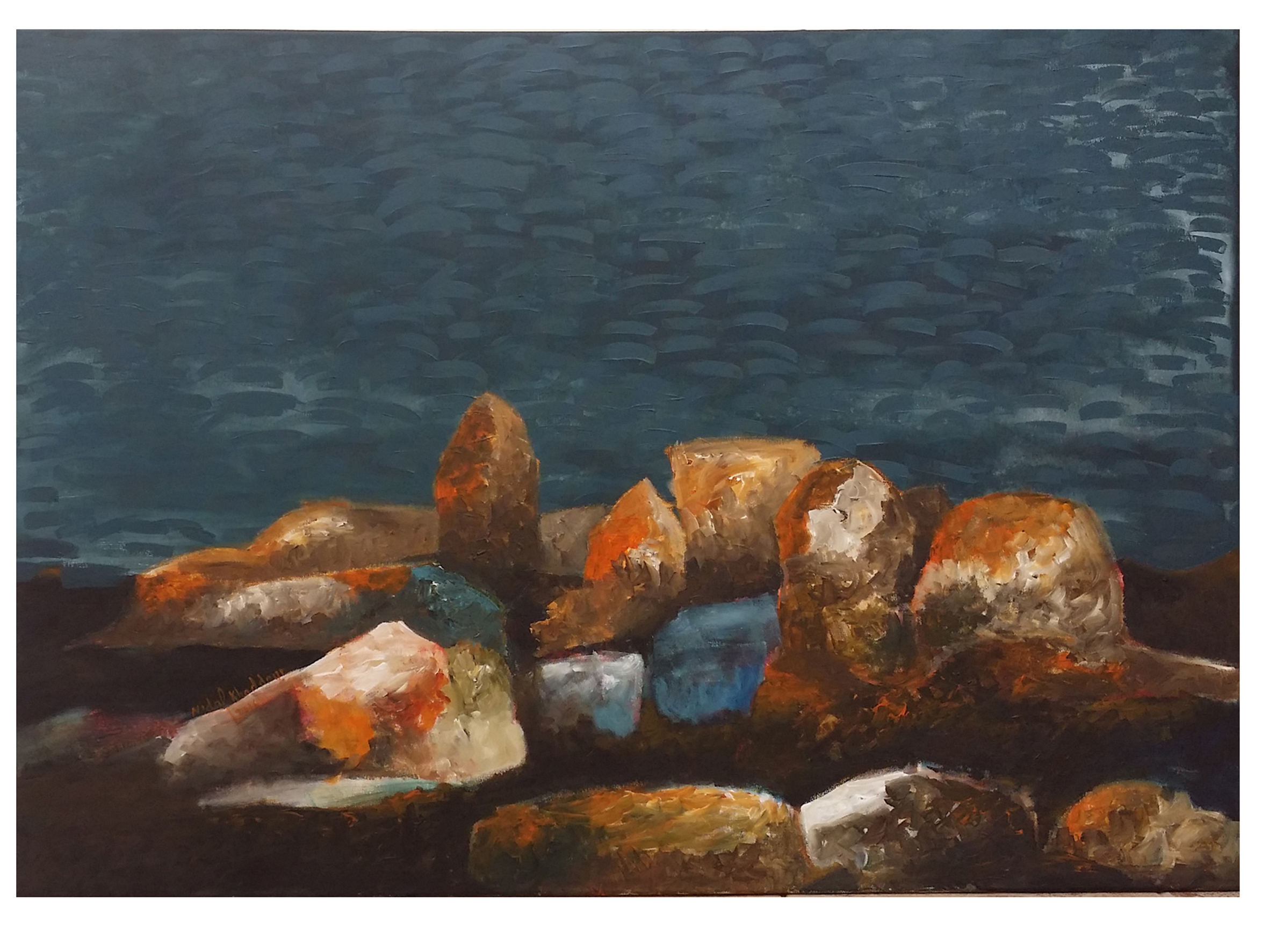
Sadness in the moonlight

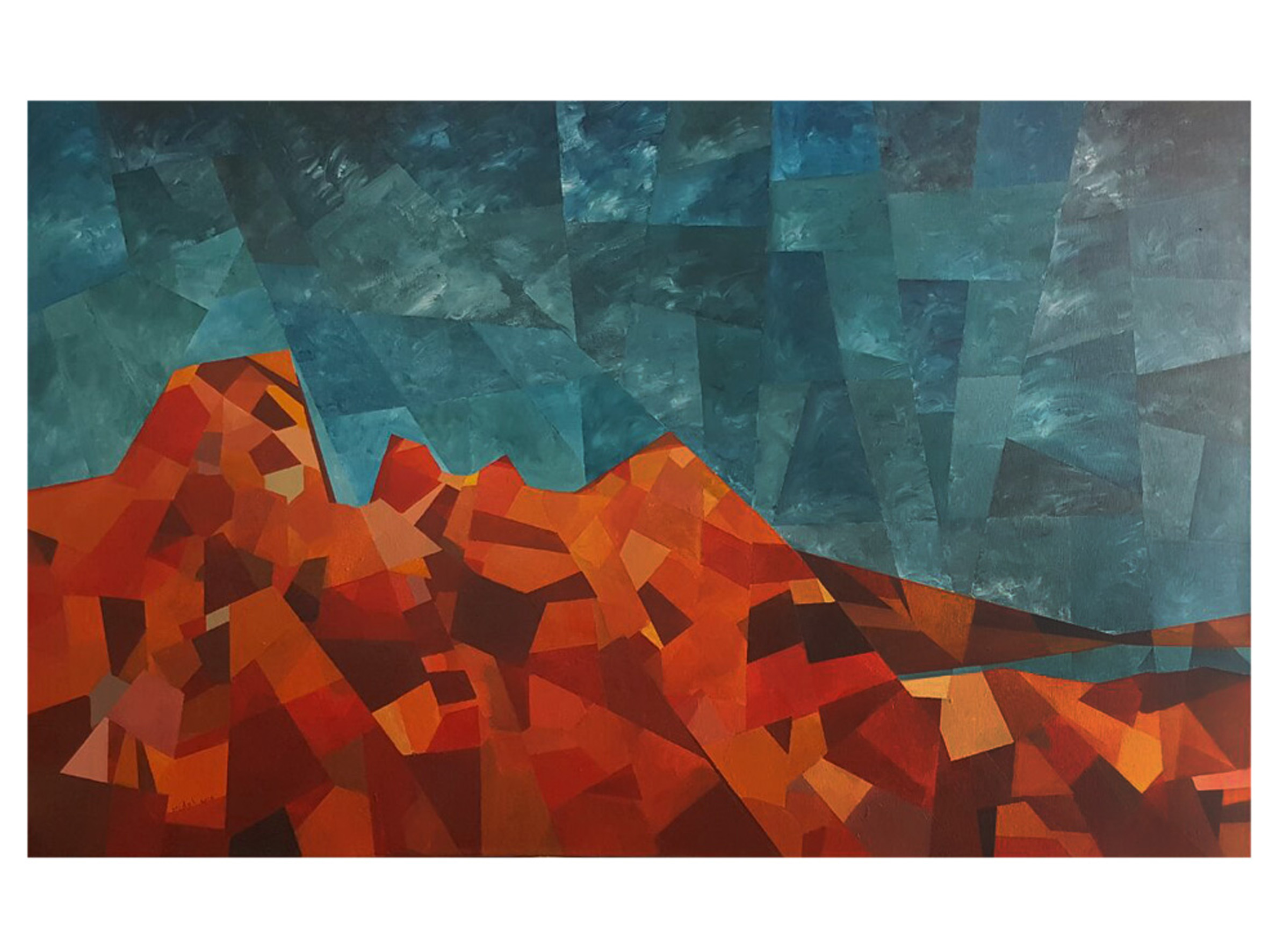
The Countryside collection 7

نضال خضور فنان تشكيلي  من حمص، سوريا ينتمي إلى جيل الشباب من التشكيليين السوريين، من مواليد 25 نوفمبر 1979، حاصل على شهادة الـبكالوريوس في الـفنون الجميلة من جامعة دمشق، يقيم في الإمارات. يعتمد أسلوبه الفني على المزج بين الإكريليك والمواد المختلفة في معظم لوحاته.
الطبيعة هي الحاضر الأول في لوحاته، واللون هو الأداة، استخدامه للون بطريقة مذهلة تجعلك تحلق في فضاءات متناغمة جذابة، ألوانه تمتلك دوما هارموني رائع وإيقاعات متنوعة،
«الحرب المؤلمة في بلدي والحزن يدفعاني لخلق الفرح. لدي الرغبة في جعل العالم يرى الجمال، بدلا من القبح».
نضال خضور،

## المعارض والمشاركات
- له حضور قوي في العديد من المعارض المشتركة في الإمارات بين أعوام:2009-2016، بالإضافة  لمعرض فردي بعنوان: «لقطات من الطبيعة والإنسان» في مركز الرابطة الفرنسية في أبو ظبي 2016،
- معرض جماعي بعنوان: الحياة من خلال الفن، مع لابارول ارت غاليري في فندق العين روتانا 2017 .
- معرض 12 صوتا مع لابارول آرت غاليري في أبو ظبي روتانا 2016،
- معرض جماعي في ميلانو قصر راديتزكي  2015،
- معرض اللوحة الصغيرة مع جمعية الإمارات للفنون التشكيلية 2014،
- معرض الثقافة والتراث السوري السنوي في المجمع الاسماعيلي بدبي أعوام /2013/2014/2015/2016
- معرض جماعي في غاليري أبو ظبي ارت هاب 2014،
- معرض جماعي بعنوان: ست درجات من التجريد في غاليري دبي العالمي للفنون 2013،
- معرض جماعي في غاليري المدينة الجامعية في دمشق برعاية الحزب السوري القومي الاجتماعي 2009،
- معرض جماعي في مدينة اللاذقية غاليري السرداب 2008،
- معرض جماعي في غاليري تمر حنة دمشق 2006،
- معرض جماعي في الحمام الأثري في مدينة السلمية سوريا 2005،
- أعماله مقتناة ضمن مجموعات خاصة في سوريا والإمارات والولايات المتحدة الأمريكية، بريطانيا وباكستان،

يحاول نضال خضور أن ينقل الفرح للمشاهد في لوحاته، بعيدا عن صور الحرب والحزن الذي خيم على بلاده.
«أنا لا أرسم الحرب، ولا أرسم للحرب، فالصورة أقدر دوما على نقل المشهد» نضال خضور
وكالة أنباء آسيا 